# Pueblica de Valverde
Pueblica de Valverde ist ein nordwestspanischer Ort und eine Gemeinde (municipio) mit nur noch 189 Einwohnern (Stand: 2024) im Süden der Provinz Zamora in der Autonomen Gemeinschaft Kastilien-León. Neben dem namensgebenden Hauptort Pueblica de Valverde gehört die Ortschaft Bercianos de Valverde zur Gemeinde.

## Lage und Klima
Pueblica de Valverde liegt am westlichen Rand der Kastilischen Hochebene (Meseta Iberica) in einer Höhe von ca. 730 m. Die Provinzhauptstadt Zamora ist gut 48 Kilometer (Fahrtstrecke) in südsüdöstlicher Richtung entfernt. 
Das gemäßigte Kontinentalklima wird nur selten vom Atlantik beeinflusst.

## Bevölkerungsentwicklung
| Jahr      | 1970 | 1981 | 1991 | 2001 | 2011 | 2021 |
| Einwohner | 556  | 433  | 390  | 317  | 253  | 186  |

## Sehenswürdigkeiten

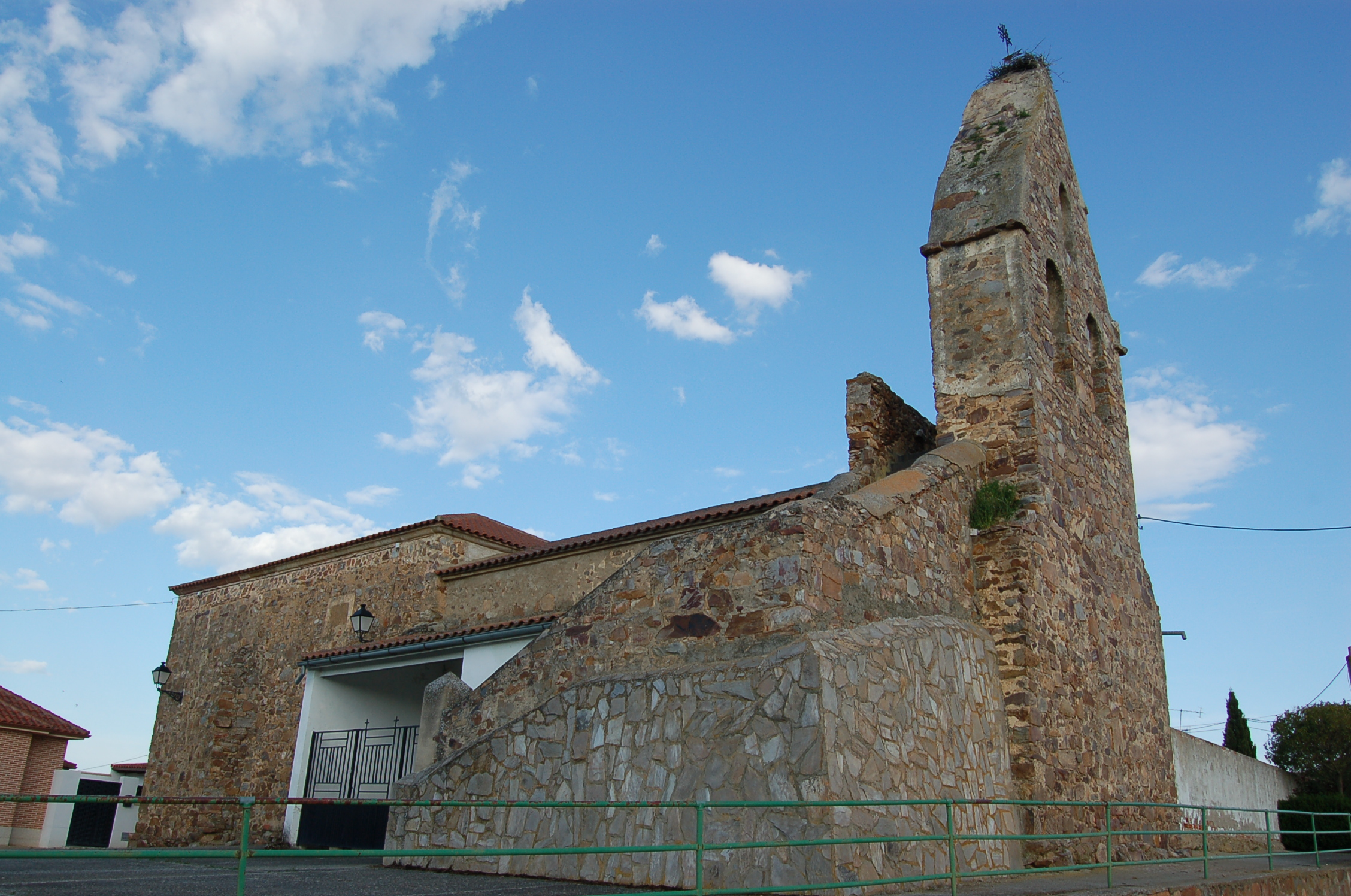
Vinzenzkirche
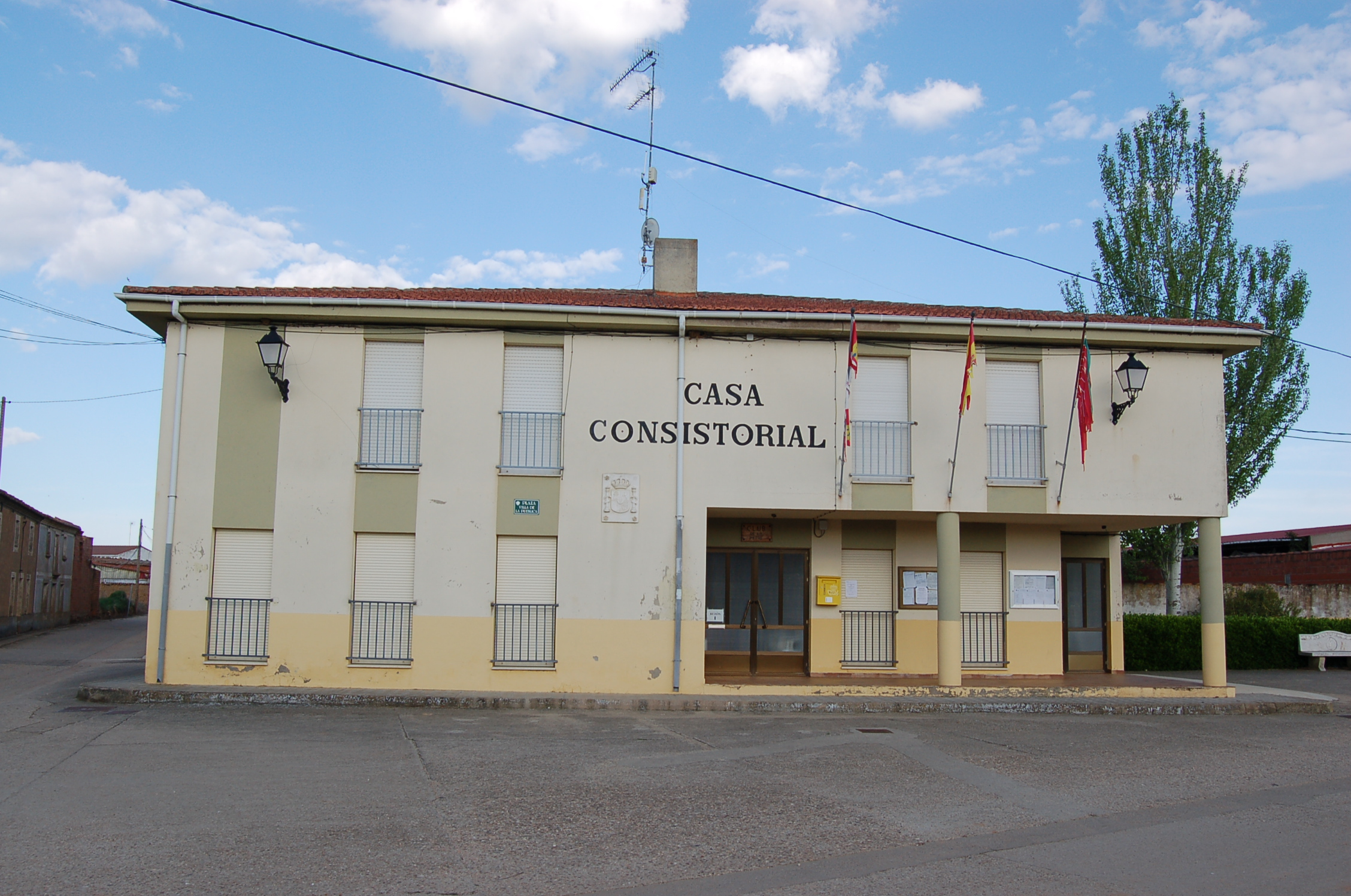
Rathaus

- Vinzenzkirche
- Rathaus